# Albert Gray Mowbray
Albert Gray Mowbray (* 23. Juni 1916 in Massachusetts; † 21. August 2002 in San Francisco) war ein US-amerikanischer Astronom.

## Herkunft, Familie und Beruf
Albert G. Mowbray war der Sohn von Albert Henry Mowbray, einem Professor für Wirtschaftswissenschaften an der University of California, Berkeley, und Elizabeth Gray Mowbray. Er hatte eine drei Jahre ältere Schwester, Mary Elizabeth.
Mowbray studierte an der University of California und promovierte dort 1943 zum Ph.D. über das Thema der scheinbaren Größen von Kugelsternhaufen. Seit etwa 1942 arbeitete er als Beobachtungsassistent am Lick-Observatorium. Er wechselte 1942 an das Perkins-Observatorium, das von der Ohio State University betrieben wurde. Da während der Kriegsjahre Personalmangel herrschte, lehrte er auch Physik an der Ohio State University.
Ab 1946 arbeitete er für das Jet Propulsion Laboratory. Ab 1948 lebte er in Pasadena. Dort führte er auch Beobachtungen am Mount-Wilson-Observatorium durch. Danach arbeitete er bis 1956 für Leland E. Cunningham im Bereich „Dynamik des Sonnensystems“, indem er Photoplatten ausmaß (unter anderem 1952 erstmals die Aufnahmen des Kometen C/1945 X1 (du Toit), was die Bestimmung von dessen Bahnelementen durch Brian Marsden ermöglichte) und astronomische Berechnungen für Cunningham erledigte. Ab 1957 war er Mitglied der Fakultät für Physik an der San José State University.
Er starb am 21. August 2002 in San Francisco.

## Mitgliedschaften
- American Astronomical Society
- Astronomical Society of the Pacific

## Publikationen
- Non-Random Distribution of Extragalactic Nebulae. Publications of the Astronomical Society of the Pacific, Vol. 50, No. 297, 1938, S. 275–285 doi:10.1086/124961 (bibcode:1938PASP...50..275M).
- Our Galaxy as seen from distant points. Popular Astronomy, Vol. XLVIII, No. 10, 1940, S. 515–522 (bibcode:1940PA.....48..515M).
- The Diameters of Globular Clusters. The Astrophysical Journal, Vol. 104, 1946, S. 47–59 (bibcode:1946ApJ...104...47M).
- How Are Things among the Asteroids? Astronomical Society of the Pacific Leaflets, Vol. 6, No. 297, 1954, S. 370–377 (bibcode:1954ASPL....6..370M).
- Astronomical Computing. Astronomical Society of the Pacific Leaflets, Vol. 7, No. 315 1955, S. 113–120 (bibcode:1955ASPL....7..113M).
- Measuring Photographic Plates. Astronomical Society of the Pacific Leaflets, Vol. 7, No. 324, 1956, S. 185–192 (bibcode:1956ASPL....7..185M).